# Bless You (TOSHIの曲)
「Bless You」（ブレス・ユー）は、Toshlが発売した6枚目のシングル。1994年5月18日発売。

## 概要
6枚目となるシングル。TBS系TV '94 プロ野球中継 テーマソング。

## 収録曲
1. Bless You
  - 作詞：Toshi　作曲：小津一  編曲：Toshi・藤村幸宏
2. LADY